# 집행임원제도
집행임원제도란 회사의 선택에 따라 대표이사에 갈음하는 기구를 설치하여 회사의 업무집행과 회사대표에 관한 권한을 행사하는 것을 말한다. 대한민국 상법 제408조의2에 규정되어 있다.

## 의무
이사에 준하는 일반적 의무를 지며 이사회에 보고의무를 진다

## 참고 문헌
- 개정상법 소개-(4) 집행임원제도의 도입
- 집행임원제도 우리 실정에 맞나 mk뉴스 2013.08.27
- 기업경쟁력 강화를 위한 상법개정방안 한국경제TV 2013-07-22

## 같이 보기
- 대한민국 상법 제408조의2